# Bahnhof Dortmund-Löttringhausen
Der Bahnhof Dortmund-Löttringhausen ist heute ein Haltepunkt und ehemaliger Bahnhof in Dortmund im Ortsteil Löttringhausen im Stadtbezirk Hombruch. Angelegt wurde er von der Rheinischen Eisenbahn-Gesellschaft (RhE).

## Allgemeines
Der Bahnhof befindet sich an der ehemaligen Bahnstrecke Düsseldorf-Derendorf–Dortmund Süd der Rheinischen Eisenbahn-Gesellschaft, deren nördlichster Abschnitt vom Bahnhof Dortmund Süd nach Löttringhausen am 28. Dezember 1878 eröffnet wurde. Grund für die Anlage eines Bahnhofs in Löttringhausen war die nahe gelegene und wirtschaftlich bedeutende Zeche Gottessegen.
Der südlich über Herdecke anschließende Streckenabschnitt nach Hagen Hauptbahnhof wurde 1879 in Betrieb genommen. Im Bahnhof Dortmund-Löttringhausen zweigte außerdem in westliche Richtung die 1880 eröffnete Bahnstrecke Dortmund-Löttringhausen–Bochum-Langendreer, der so genannte „Rheinische Esel“ ab. Der Personenverkehr wurde hier 1979 eingestellt, drei Jahre später, 1982, wurde die Strecke stillgelegt.
Südlich des Bahnhofs Löttringhausen befindet sich der Ender Tunnel, dort unterquert die Bahn das Ardeygebirge.

## Heutiger Zustand
Heute ist nur noch ein Gleis für beide Richtungen vorhanden. Die Überreste des alten Bahnhofs (alter Bahnsteig, Baumreihe, altes Bahnhofsschild etc.) sind noch gut zu erkennen. Von einem, auf dem angrenzenden Grundstück gelegenen, ehemaligen Lokomotivschuppen finden sich lediglich Überreste in Form von Bauschutt. Eine umfassende barrierefreie Renovierung des Haltepunktes wurde im Mai 2013 abgeschlossen.

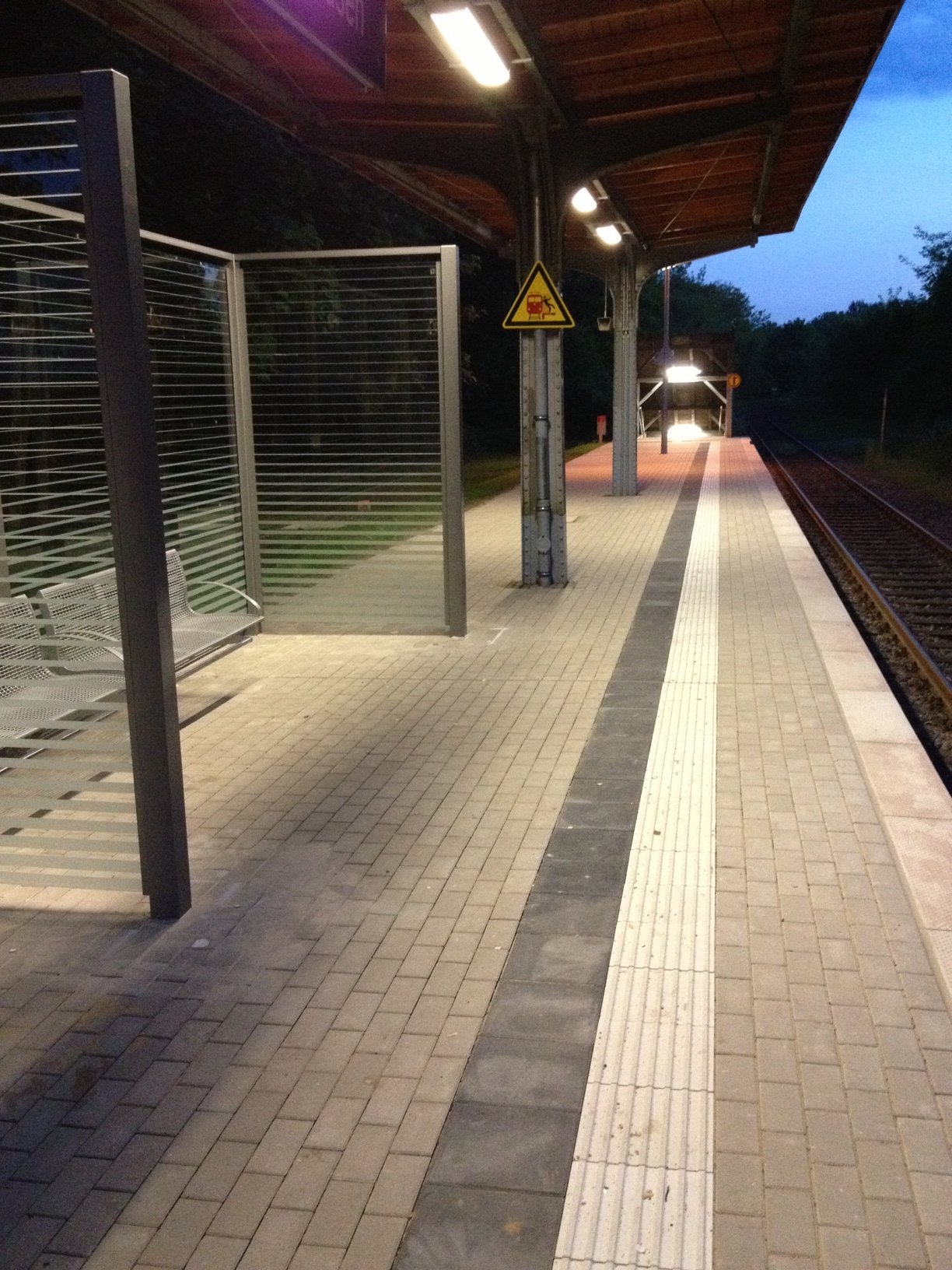
Dortmund-Löttringhausen nach Renovierung
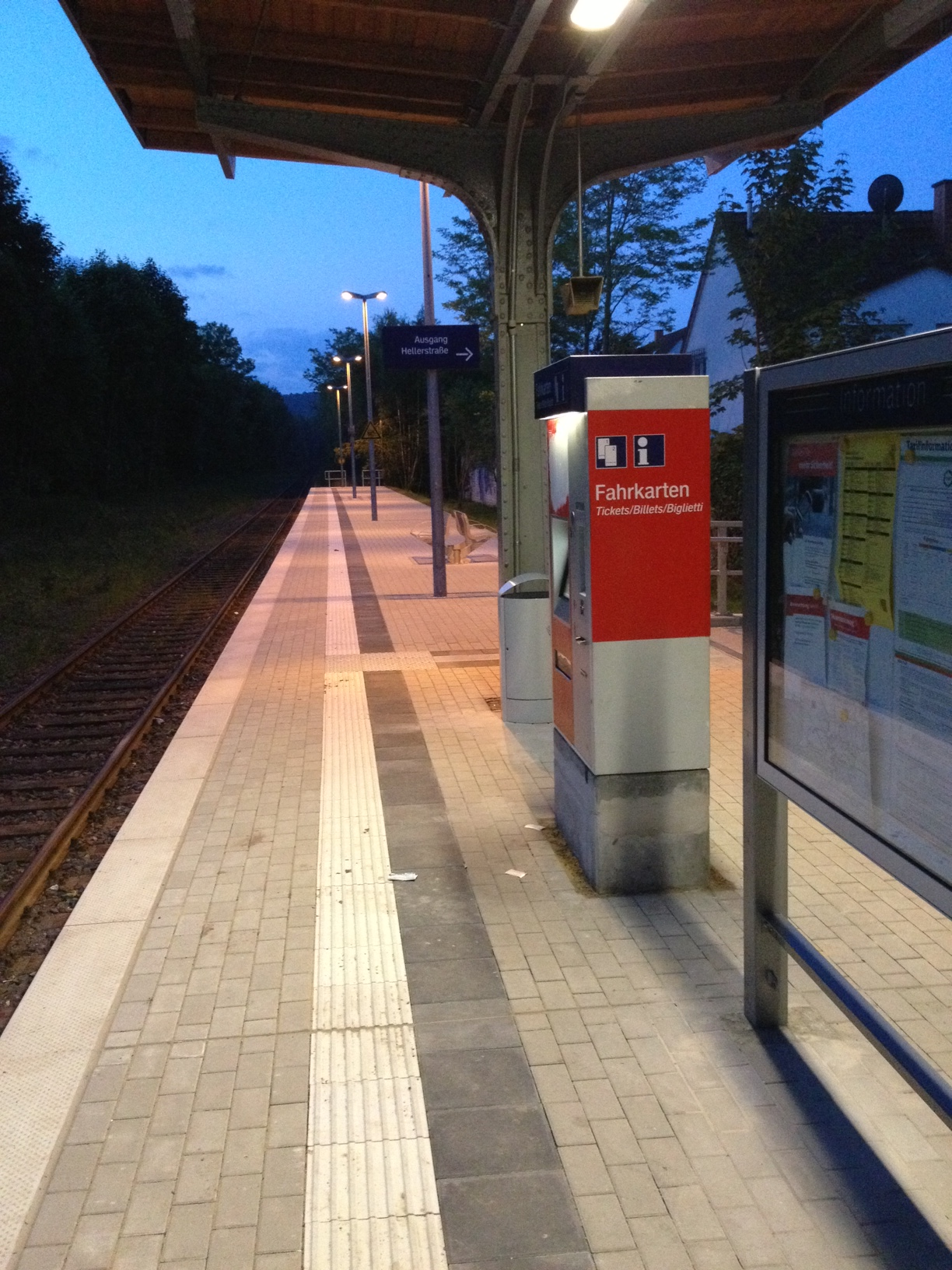
Dortmund-Löttringhausen nach Renovierung
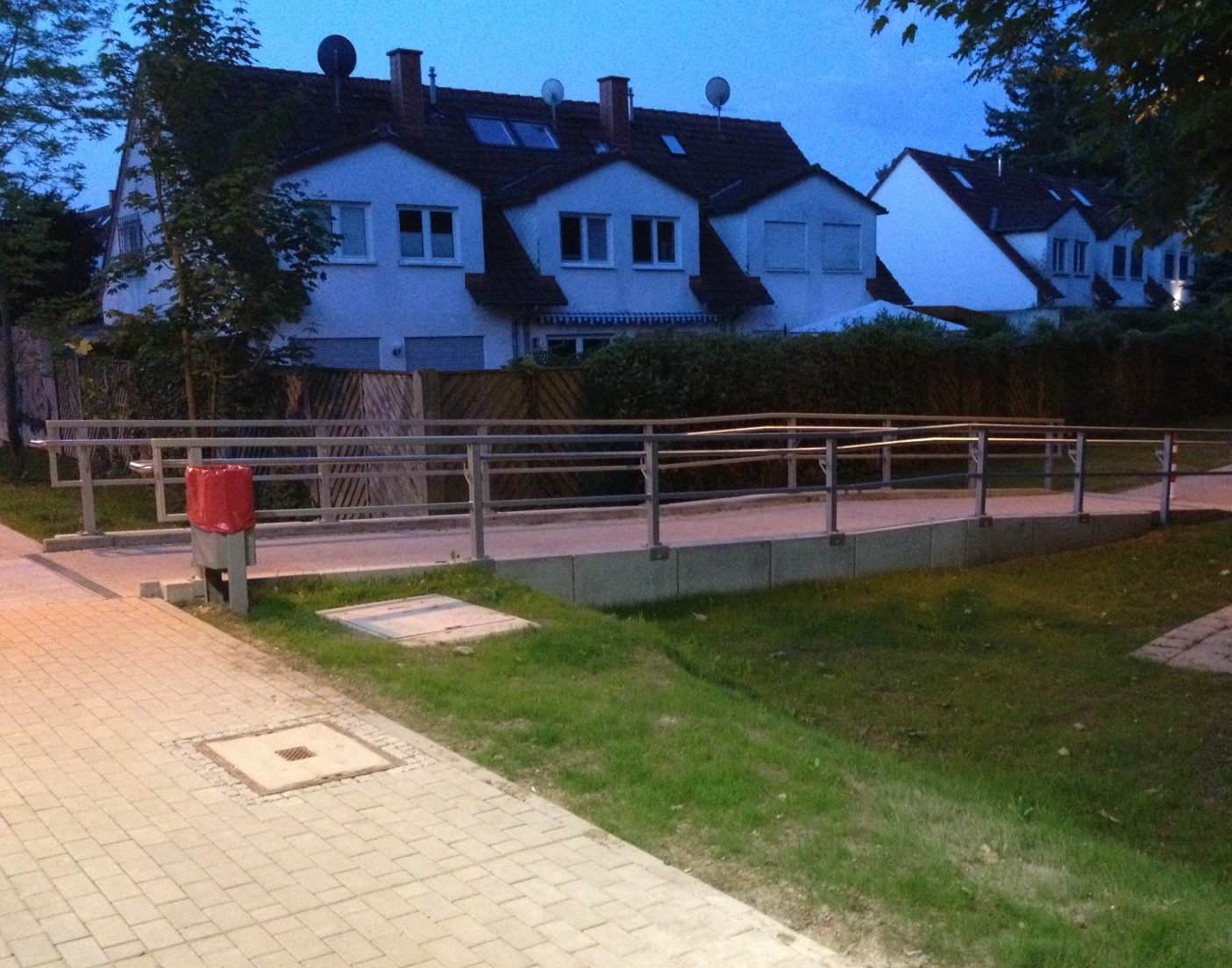
Dortmund-Löttringhausen nach Renovierung
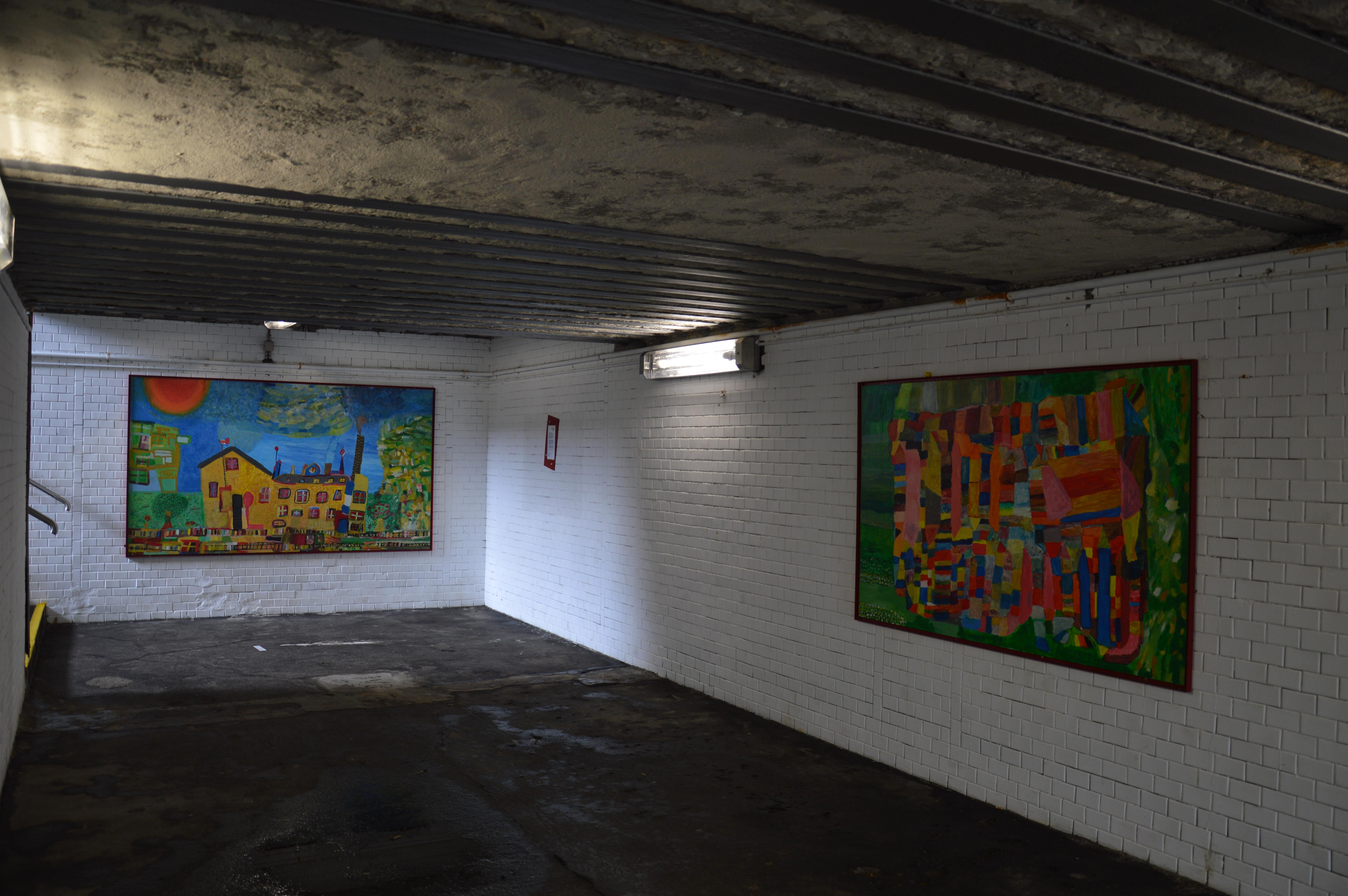
Wandmalereien von Mitarbeitern der benachbarten Werkstätten Gottessegen

## Linien
| Linie | Linienverlauf | Takt   |
| ----- | --- | ------ |
| RB 52 | Volmetal-Bahn: Dortmund Hbf – Dortmund Signal-Iduna-Park – Dortmund Tierpark – Dortmund-Kirchhörde – Dortmund-Löttringhausen – Wittbräucke – Herdecke – Hagen Hbf – Hagen-Oberhagen – Dahl – Rummenohl – Dahlerbrück – Schalksmühle – Lüdenscheid-Brügge – Lüdenscheid Stand: April 2024 | 60 min |